# Български писатели, починали преди повече от 70 години
Това е списък на български писатели, починали преди 1 януари 1939. Техните произведения, както и преводите, направени от тях, са обществено достояние.
- Мара Белчева (1868-1937)
- Христо Ботев (1848-1876)
- Димитър Бояджиев (1880-1911)
- Иван Вазов (1850-1921)
- Константин Величков (1855-1907)
- Добри Войников (1833-1878)
- Михалаки Георгиев (1854-1916)
- Димчо Дебелянов (1887-1916)
- Васил Друмев (1840-1901)
- Йоан Екзарх (9-10 век)
- Йосиф Брадати (1682-1759)
- Райко Жинзифов (1839-1877)
- Васил Златарски (1866-1935)
- Йордан Йовков (1880-1937)
- Иван Йончев (1884-1918)
- Любен Каравелов (1834-1879)
- Константин Преславски (9-10 век)
- Алеко Константинов (1863-1897)
- Кръстьо Кръстев (1866-1919)
- Константин Миладинов (1830-1862)
- Гео Милев (1895-1925)
- Стоян Михайловски (1856-1927)
- Екатерина Ненчева (1885-1920)
- Тихомир Павлов (1880-1837)
- Константин Петкович (1824-1898)
- Димитър Подвързачов (1881-1937)
- Наум Преславски (830-910)
- Васил Попович (1833-1897)
- Григор Пърличев (1830-1893)
- Никола Ракитин (1885-1934)
- Пенчо Славейков (1866-1912)
- Петко Славейков (1827-1895)
- Христо Смирненски (1898-1923)
- Софроний Врачански (1739-1813)
- Захари Стоянов (1850-1889)
- Антон Страшимиров (1872-1937)
- Петко Тодоров (1879-1916)
- Цанко Церковски (1869-1926)
- Черноризец Храбър (9-10 век)
- Добри Чинтулов (1822-1886)
- Пейо Яворов (1878-1914)
- Христо Ясенов (1889-1925)